# (22328) 1991 VJ1
1991 في جاي 1 (ويعرف أيضًا باسم (22328) 1991 في جاي 1 وفق تسمية الكوكب الصغير) (بالإنجليزية: 1991 VJ1)‏ هو كويكب ضمن حزام الكويكبات؛ وترتيبه 22328 من حيث الاكتشاف.
اكتُشف هذا الجُرم الفلكي بواسطة Satoru Otomo ‏ في 4 نوفمبر 1991.

## وصلات خارجية
- (22328) 1991 VJ1 في قاعدة بيانات مختبر الدفع النفاث لأجرام النظام الشمسي الصغيرة

- الاكتشاف · مخطط المدار ·  العناصر المدارية · المعلمات المادية

- (22328) 1991 VJ1 على موقع ويكي سكاي: DSS2, SDSS, GALEX, IRAS, Hydrogen α, X-Ray, Astrophoto, Sky Map, Articles and images